# 錫克爾山
68°53′S 66°47′W / 68.883°S 66.783°W
錫克爾山（英語：Sickle Mountain），是南極洲的山峰，位於葛拉漢地的法利埃海岸，處於克拉爾克冰川以南和貝爾托角以東22公里，海拔高度1,250米，現時由南極條約體系管理。